# Great Thurlow
Great Thurlow – wieś w Anglii, w hrabstwie Suffolk, w dystrykcie West Suffolk. Leży 49 km na zachód od miasta Ipswich i 80 km na północny wschód od Londynu. Miejscowość liczy 980 mieszkańców.